# Camponotus cingulatus
Camponotus cingulatus är en myrart som beskrevs av Mayr 1862. Camponotus cingulatus ingår i släktet hästmyror, och familjen myror. Inga underarter finns listade.

## Bildgalleri

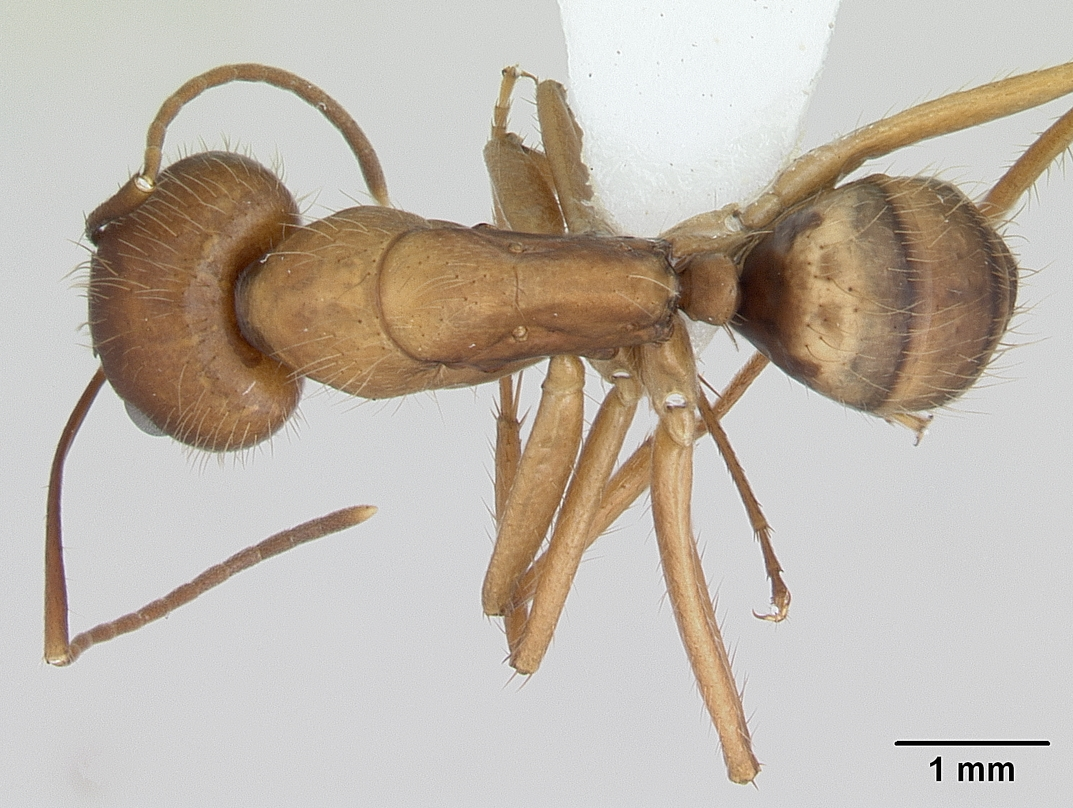
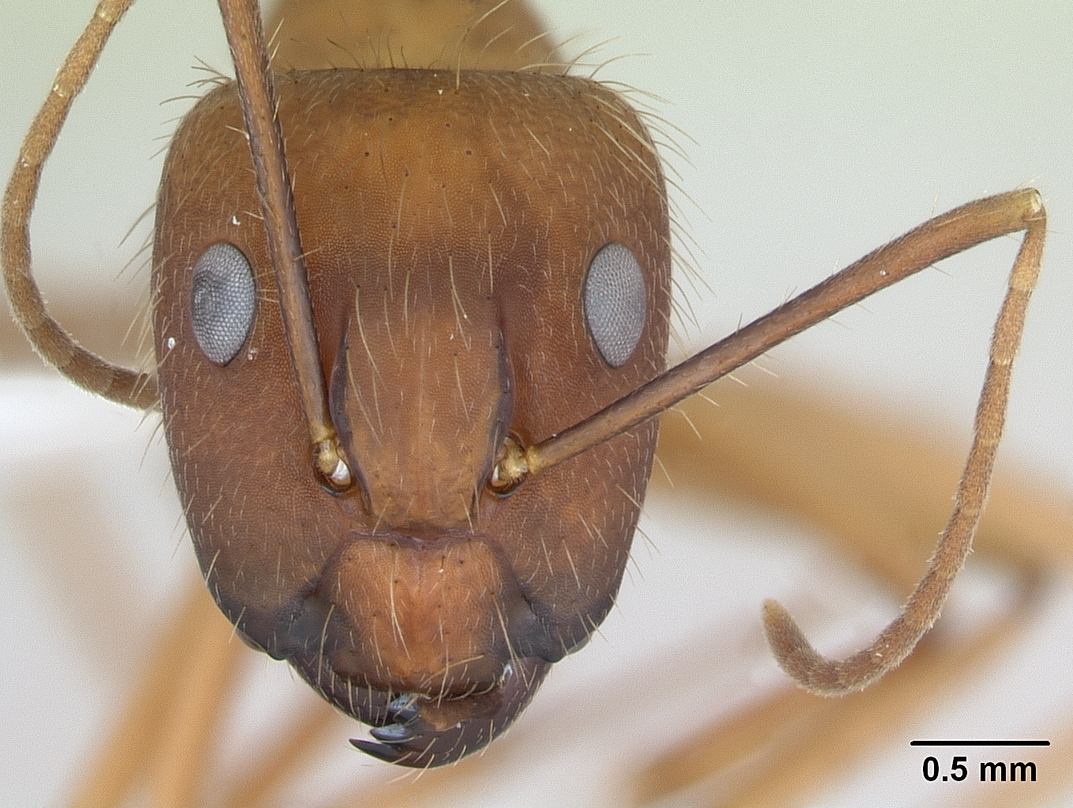
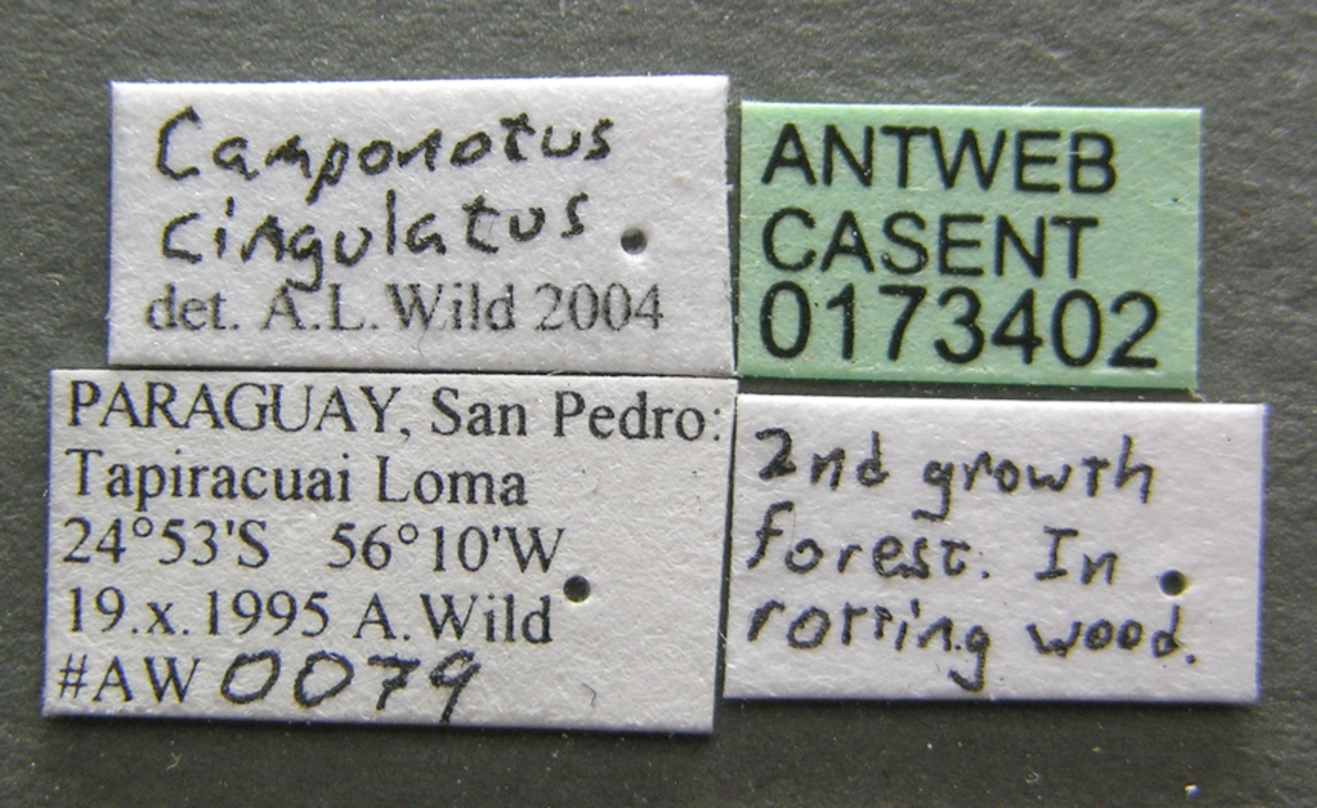
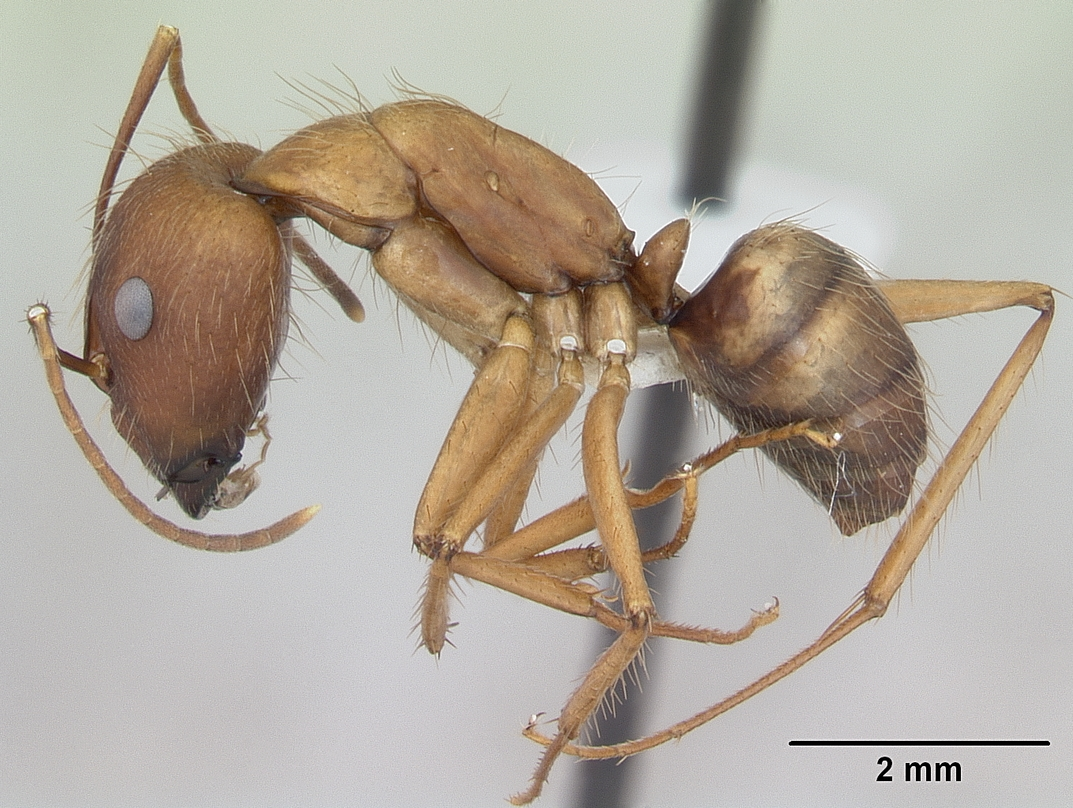
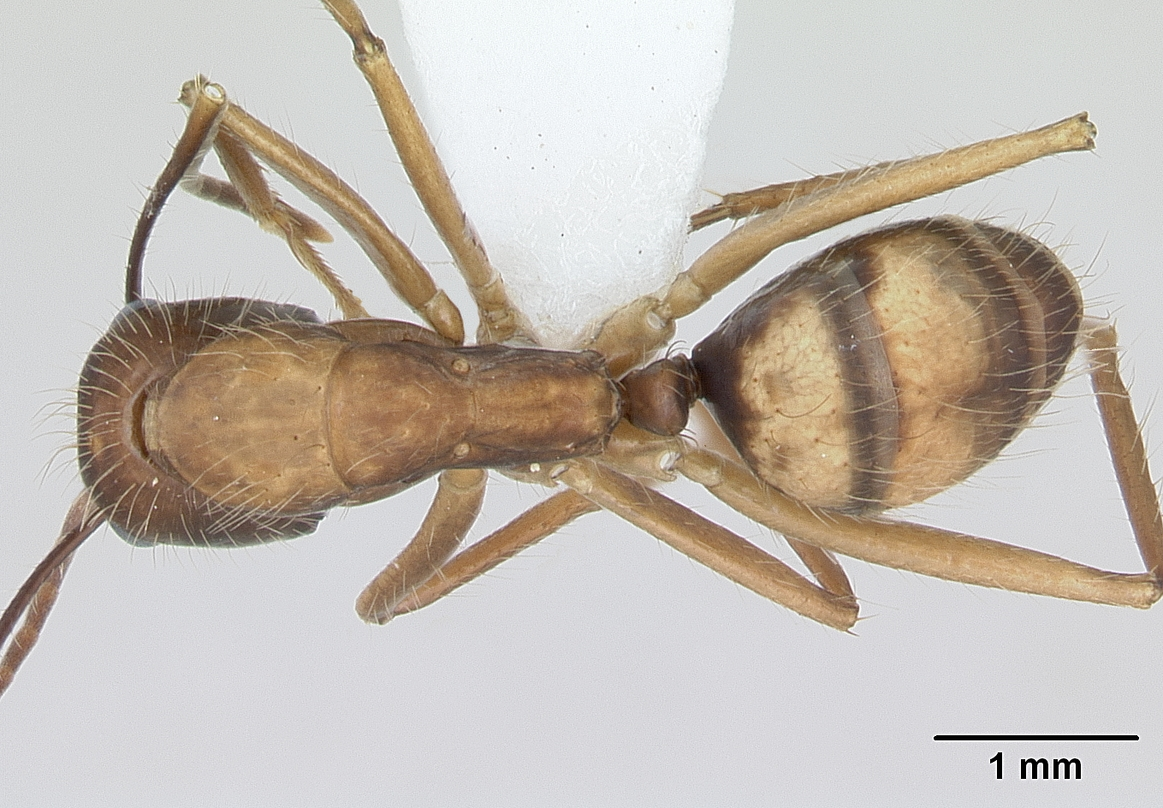
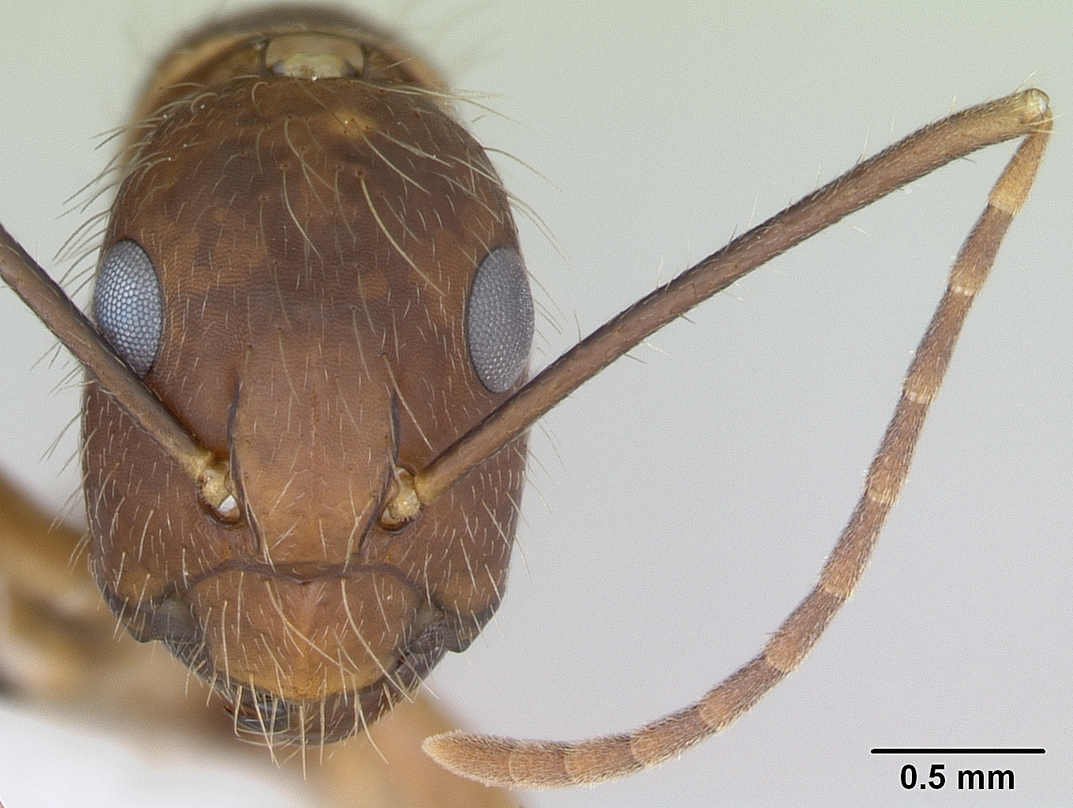